# Vinglaset
Vinglaset är en oljemålning av Johannes Vermeer från 1658–1660.

## Beskrivning av målningen
Målningen visar två personer i bildens mitt. En dam som sitter vid ett bord i profil och dricker ett glas vin och en stående man i hatt bakom henne, som har högra handen på ett vinkrus. På väggen bakom dem hänger en landskapsmålning i Allart van Everdingens stil. På en stol i förgrunden framför bordet ligger en luta på en kudde. På bordet ligger ett par uppslagna sånghäften.
Det blyinfattade fönstret på den vänstra väggen står öppet och släpper in ljus. På fönstret finns en glasmålning avbildad, vilken är vapenskölden för Jeanette Vogel (-1624) första maka till Moses van Nederveen, och boende vid Oude Kerk i Delft. Samma fönstermålning finns också framträdande avbildad på Flickan med vinglaset från 1659–60. Fönstermålningen visar en figur, som reprepresenterar Dygden.

## Proveniens
Det tidigaste ägandeskapet är belagt från juli 1736, då den såldes efter Jan van Loon i Delft. År 1785 togs den upp i ägandeförteckningen efter John Hope i Amsterdam (1737–1784), då den ärvdes av sönerna Thomas Hope och Henry Philip Hope (1774–1839), vilka slog sig ned i England 1794. Thomas Hopes son, Henry Thomas Hope (1808–1862), ärvde sedan målningen och efter honom dottern Henrietta Adela Hope(1843–1913). Efter henne ärvdes den av sonen Henry Pelham-Clinton, hertig av Newcastle-under-Lyme (1866–1941). Hope Pelham-Clintons samling köptes 1898 av konsthandeln P. & D. Colnaghi i London. År 1901 köptes målningen till Gemäldegalerie i Berlin.

## Vinglas i Johannes Vermeers målningar

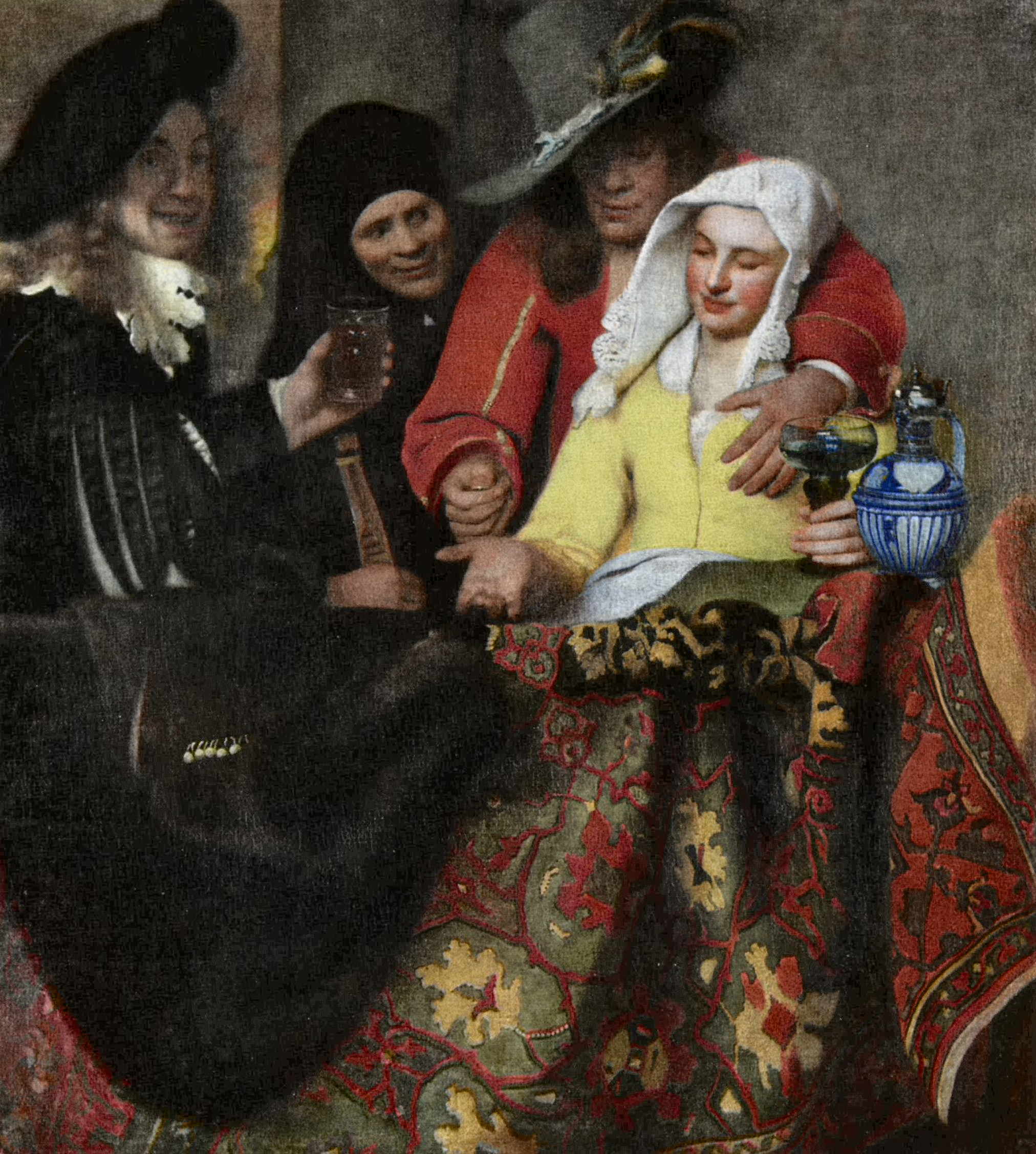
Kopplerskan 1656
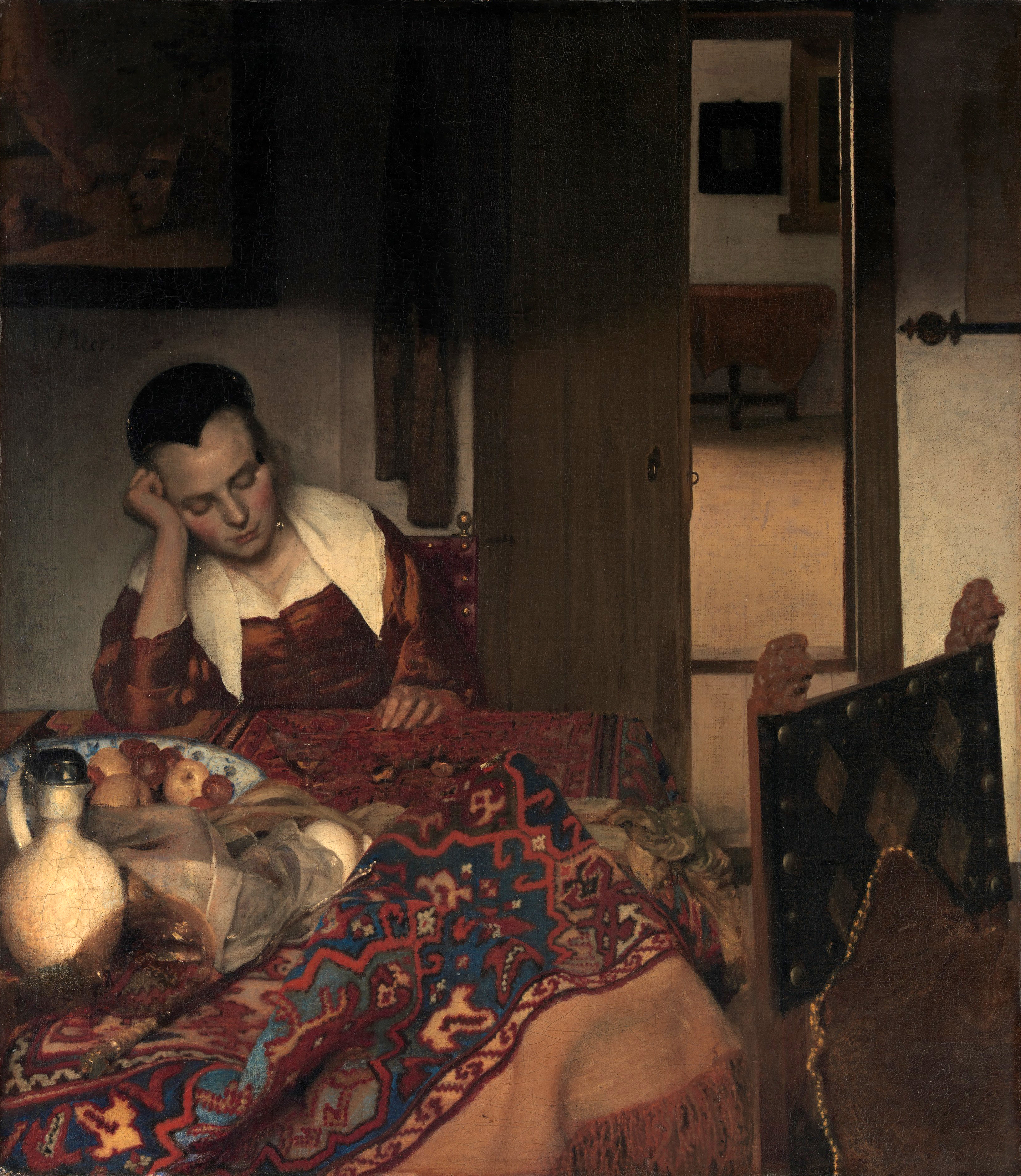
Sovande ung kvinna 1656–57
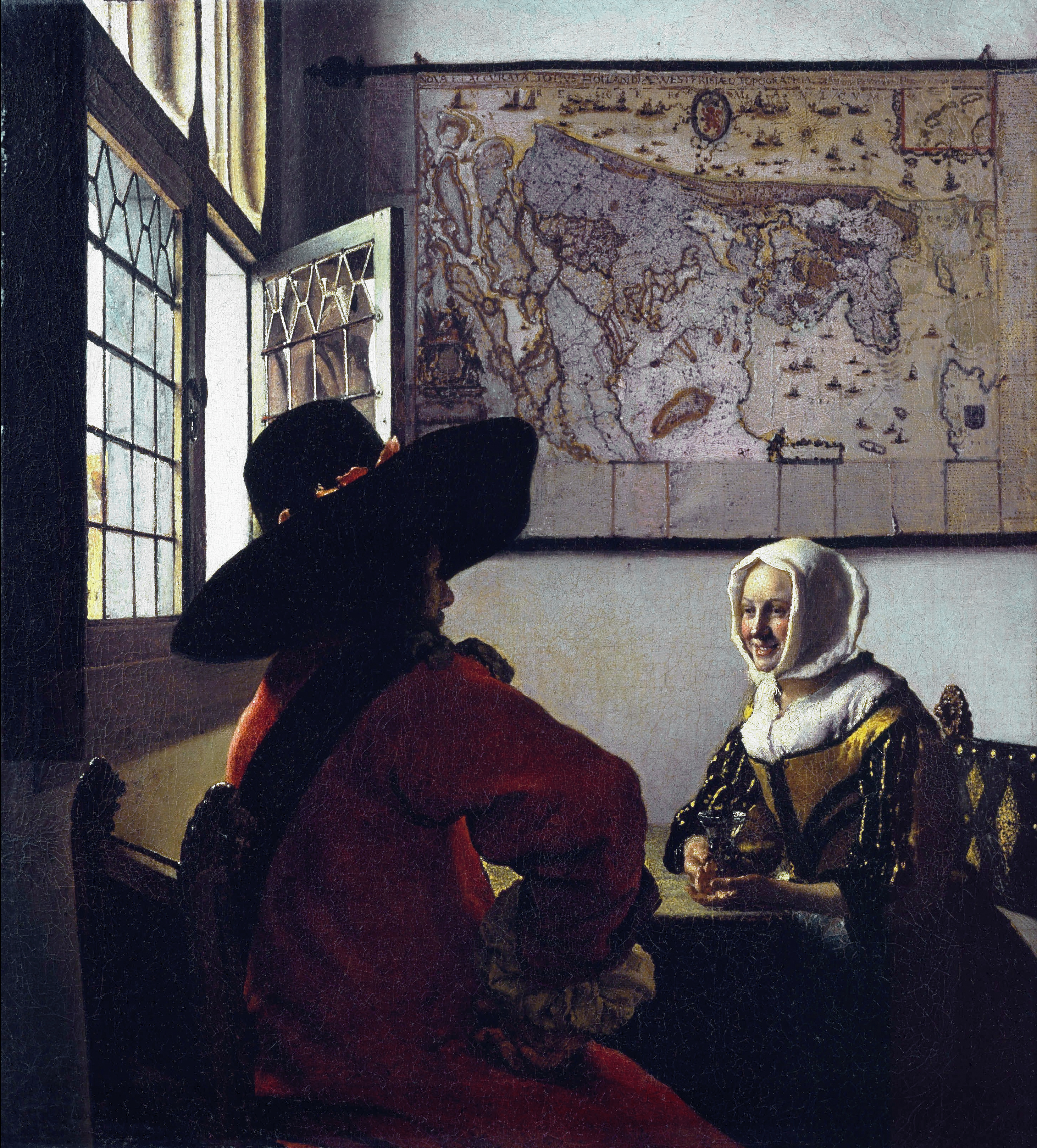
Officer och leende ung kvinna omkring 1657
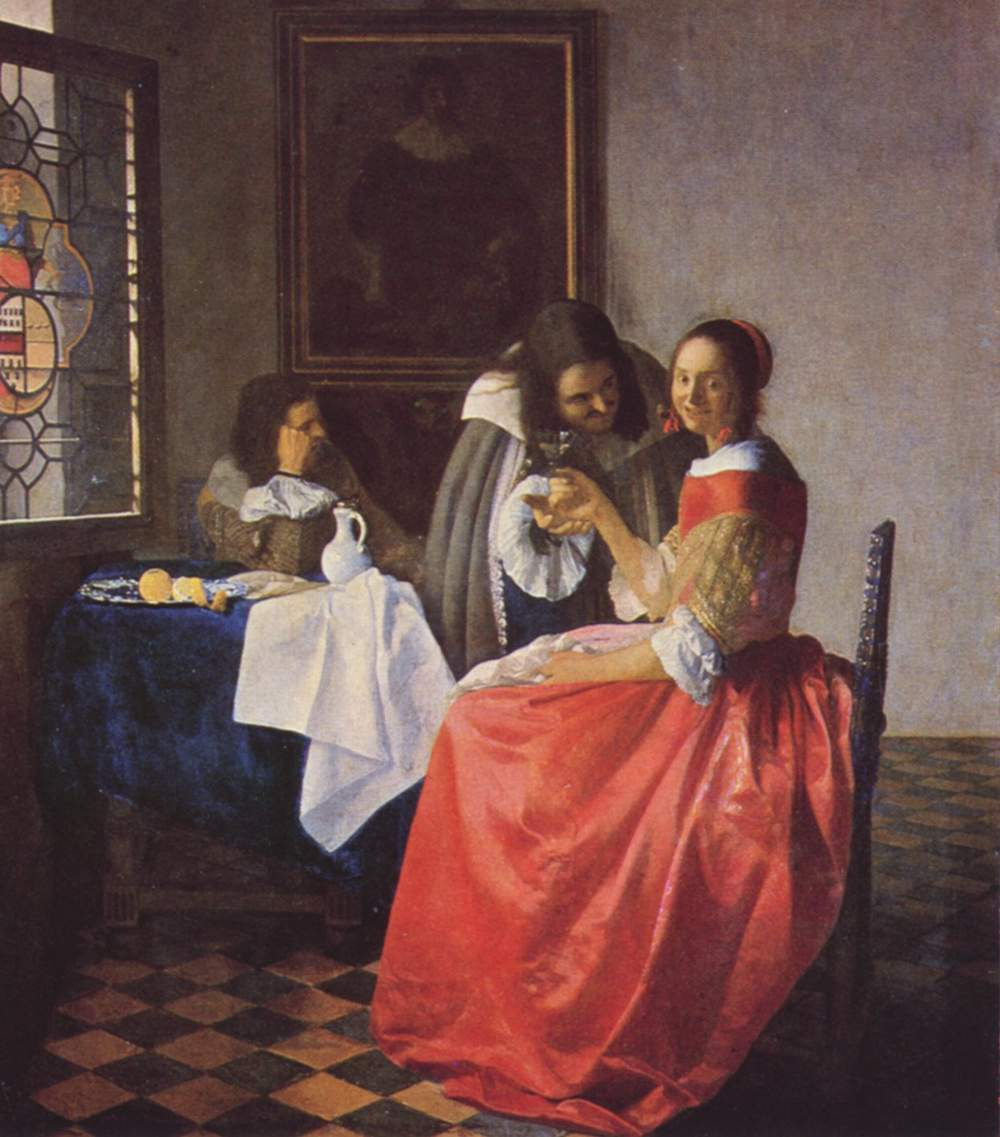
Flickan med vinglaset, 1659–60

## Andra samtida genremålningar med vinglas

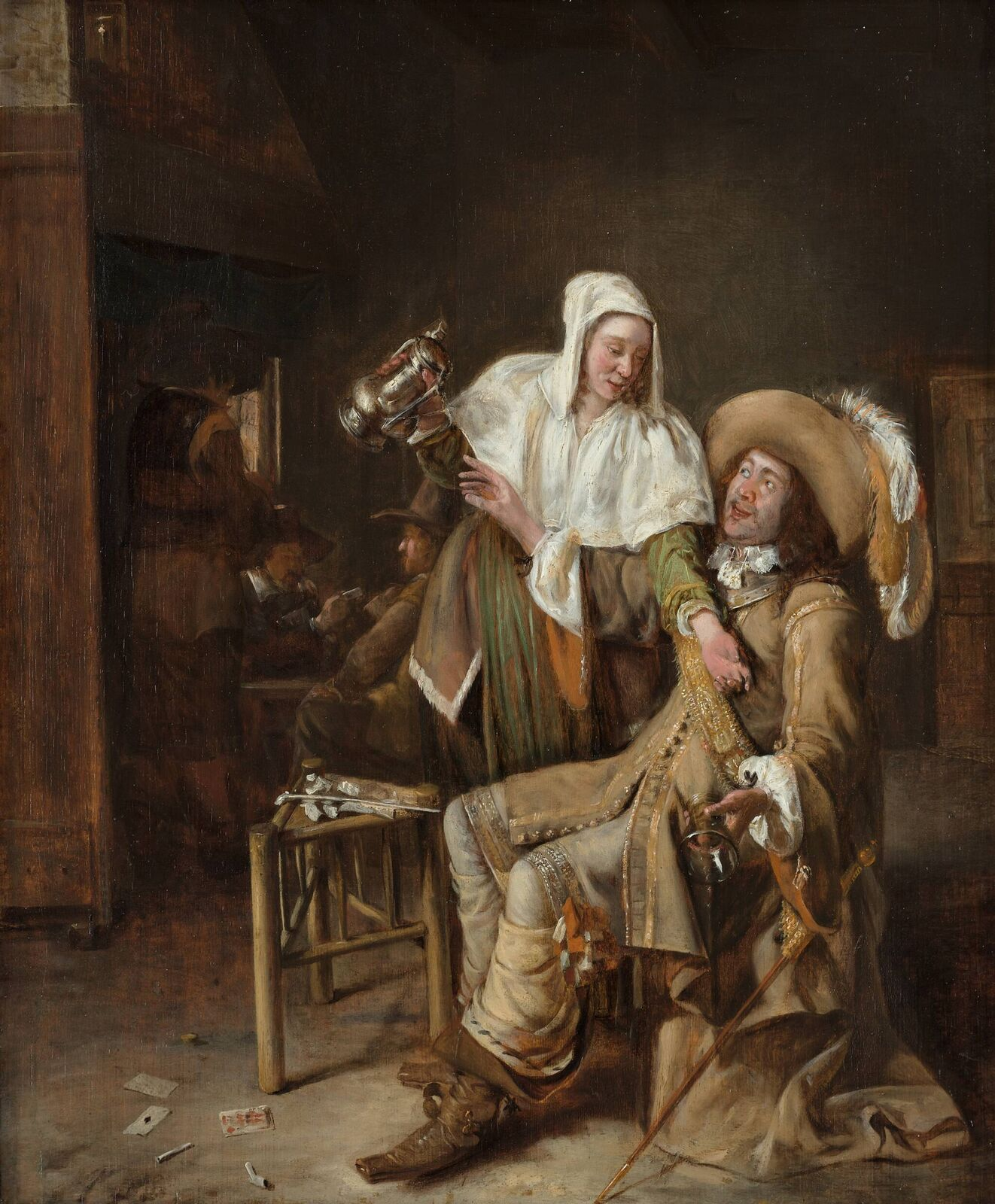
Det tomma glaset av Pieter de Hoogh, 1652
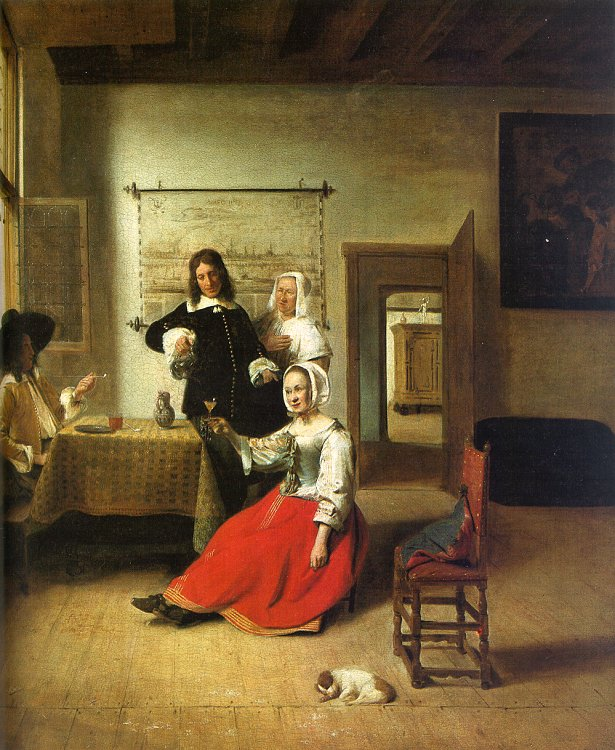
Kvinna som dricker med soldater av Pieter de Hoogh, 1658
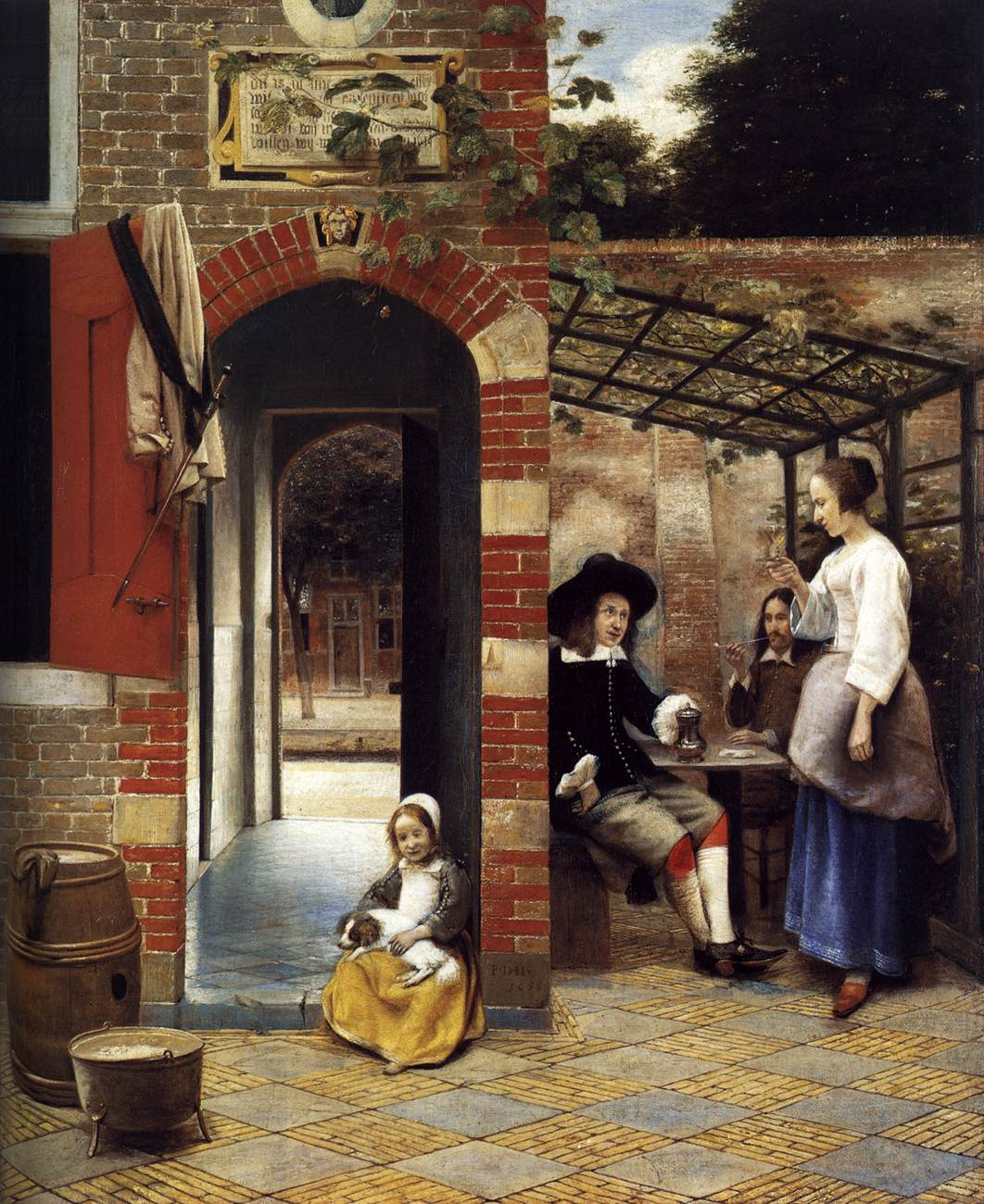
Sällskap som dricker på en gård av Pieter de Hoogh, 1658